# Hervormingen van Kleisthenes

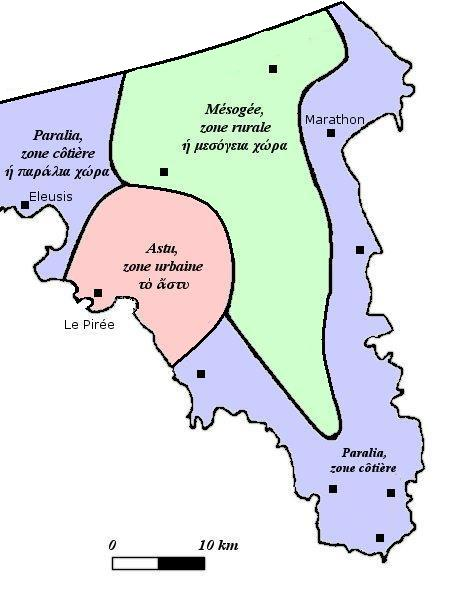
Attika met indeling
astu
mesogeia
paralia

De hervormingen van Kleisthenes is de naam voor de hervorming in het oude Athene, waarbij het politieke systeem van de polis werd veranderd en de democratie werd ingevoerd. De hervormingen werden door Kleisthenes doorgevoerd, in de periode van 510 tot 507 v.Chr.

## Hervorming van het fylensysteem
Kleisthenes verving rond 510 v.Chr. de politieke organisatie op basis van de vier Ionische fylen, naar de vier zonen van Ion genoemd, door een nieuw systeem gebaseerd op geografische spreiding. De oude structuren, waaronder de fyle, deme en phratria bleven behouden, maar werden opnieuw gedefinieerd en hervormd.
Het grondgebied van de polis met haar 139 demen werd in drie gelijke delen astu (stad), mesogeia (binnenland) en paralia (kust) opgedeeld en ieder van deze werd weer in tien trittyen (bestuurlijke eenheid) onderverdeeld van drie à vier demen, hetgeen een totaal van 30 trittyen geeft. Sommige trittyen bestonden uit meer demen, terwijl andere trittyen slechts één deme telden. Er werden vervolgens 10 fylen gevormd, telkens bestaande uit een bestuurlijke eenheid voor de stad, een eenheid voor het binnenland en voor de kust. Aristoteles schrijft dat de trittyen door het lot aan een fyle werden toegewezen, maar men vermoedt dat Kleisthenes de indeling zo zal hebben beïnvloed dat de gebieden waar zijn familie, de Alkmaeoniden, grote bezittingen, dus politieke invloed bezat, in dezelfde fyle terechtkwamen. Zo konden ze bij stemmingen in de Boulè de belangrijke eerste stem beïnvloeden. De Boulè of Raad van 500 werd gevormd door 50 vertegenwoordigers van elk van de 10 fylen, die ieder voor een periode van een jaar waren gekozen.
De Archaïsche periode in het oude Griekenland ging in 500 v.Chr. in de klassieke periode over.

Schematisch overzicht van de hervormingen van Kleisthenes.